# Alfred Parland
Alfred Parland, né le 12 décembre 1842 à Saint-Pétersbourg et mort le 16 septembre 1919 à Petrograd, est un architecte d'origine allemande de la Baltique, sujet de l'Empire russe de confession luthérienne, qui se spécialisa dans l'architecture sacrée de style historiciste et surtout néo-byzantin.

## Biographie
Alfred Parland descend d'une famille allemande (avec des ancêtres écossais) qui s'est mise au service de l'empereur au début du XIXe siècle à Peterhof.
Alfred Parland étudie au lycée no 4 de Saint-Pétersbourg, puis à l'école polytechnique de Stuttgart. Il entre en 1862 à l'académie impériale des beaux-arts, où il reçoit cinq médailles en dessin et en architecture. Il reçoit une grande médaille d'or en 1871 pour son diplôme de sortie grâce à un projet d'église de cimetière orthodoxe, ainsi qu'une bourse d'études pour un voyage à l'étranger. Comme il s'attèle à la construction de l'église néo-byzantine de la Résurrection du Christ à Trinité-Saint-Serge de Saint-Pétersbourg, il demeure en Russie. Il fait ensuite son Grand Tour en Italie et dans d'autres pays.
Parland retourne à Saint-Pétersbourg en 1880 et devient membre de l'académie. Il en est professeur en 1892, où il enseigne l'architecture antique grecque et romaine.
Parland est l'auteur de nombreuses églises, comme celle de l'Intercession, du domaine du général Bobrikov dans le gouvernement de Novgorod ; l'église Saint-Théodore, du domaine des Rakeïev dans le gouvernement de Smolensk ; l'église de l'Assomption à Opotchka dans le gouvernement de Pskov, etc. Il est aussi l'auteur de demeures privées, comme l'hôtel particulier des Glouchkov en 1874 à Saint-Pétersbourg (actuelle rue Kouïbychev, no  25) et de monuments funéraires au cimetière Saint-Nicolas de la laure-Saint-Alexandre-Nevsky et au cimetière luthérien de la capitale impériale.
Il est surtout l'auteur à cette époque de l'église néorusse du Christ-sur-le-Sang-Versé (1883-1907) ; Dans le même style, il construit les grilles du parc du palais Michel du côté du canal Griboïedov (1903-1907) et la chapelle (1906-1907) en face (no  2a). Cet ensemble ne correspond pas aux premiers projets néo-byzantins de la jeunesse de l'architecte, mais est édifié dans le goût du XVIe siècle moscovite.
Alfred Alexandrovitch Parland meurt dans les affres de la guerre civile en 1919, sans descendance, et est enterré au cimetière luthérien de Saint-Pétersbourg.